# Pat Cummins
Patrick Cummins (nacido el 8 de mayo de 1993) es un jugador de cricket australiano que actualmente es el capitán de Australia en Test Cricket. En febrero de 2019, Cummins recibió la Medalla Allan Border por el desempeño más destacado en cricket del año. En agosto de 2021, Cummins fue incluido en el equipo de Australia para la Copa Mundial Twenty20 masculina de la ICC de 2021 y su destacada actuación para Australia ayudó a ganar el torneo por primera vez para su país. El 26 de noviembre de 2021, Cummins fue anunciado como el capitán número 47 del equipo masculino australiano Test Cricket tras la dimisión de Tim Paine. Cummins fue el primer lanzador rápido en asumir el papel de capitán australiano a tiempo completo en la historia.

## Trayectoria deportiva
El 13 de octubre de 2011, Cummins hizo su debut en el Twenty20 para Australia contra Sudáfrica. El 19 de octubre de 2011, hizo su debut en One Day International contra Sudáfrica. Cummins hizo su debut en Test Cricket contra Sudáfrica el 17 de noviembre de 2011.
Cummins hizo su debut en la liga premier india (IPL) en 2014, la edición 2014 del torneo, jugando para Kolkata Knight Riders, a quien regresó para IPL 2015. No participó en IPL 2016 y jugó para Delhi Daredevils en IPL 2017.